# غله چندساله

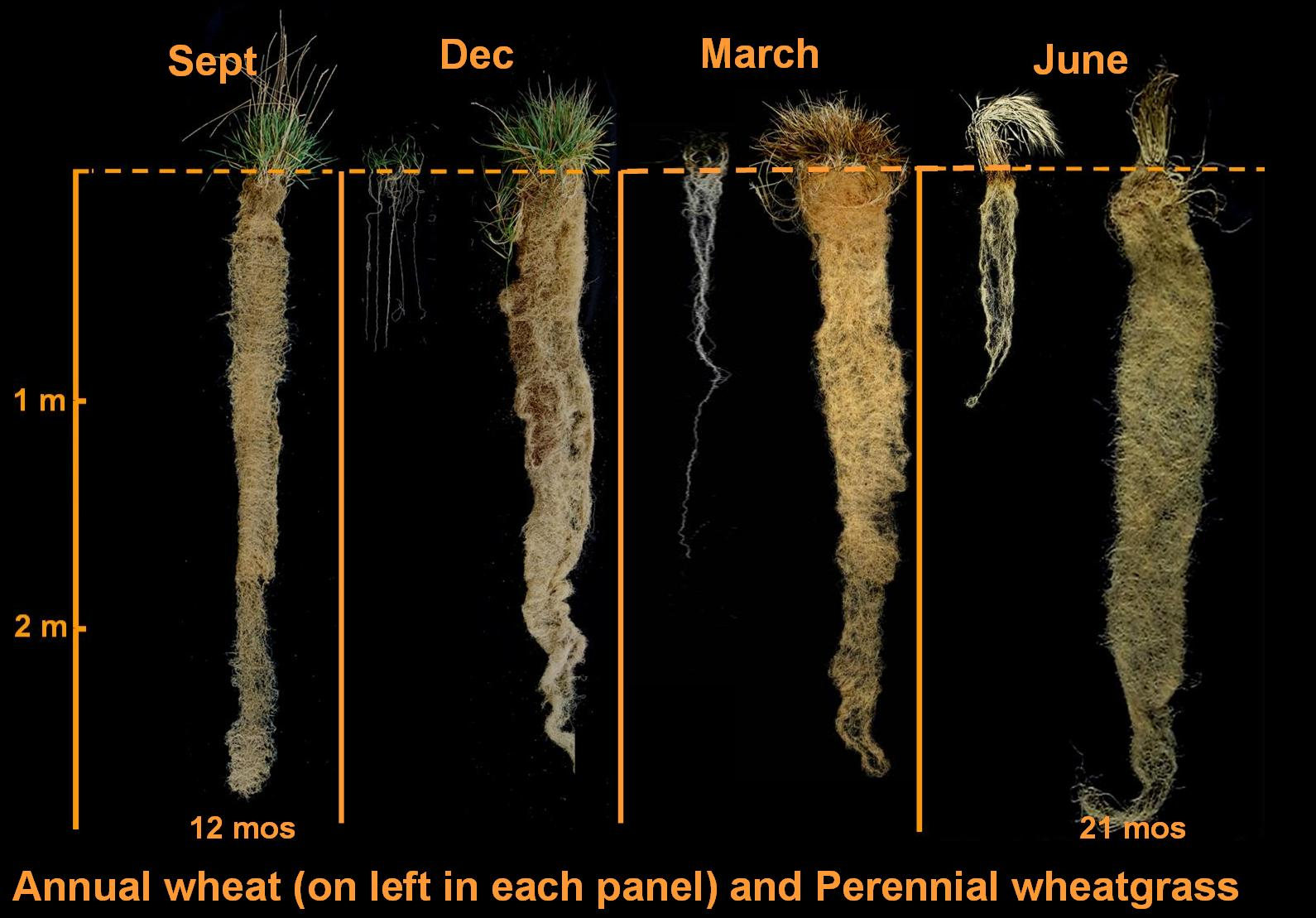
ریشه‌های علف گندم میانی، برگزیده دانه چندساله در مقایسه با ریشه‌های گندم یک‌ساله (در سمت چپ هر پنجره)

غله چندساله (به انگلیسی: Perennial grain) یک محصول دانه‌ای است که به جای اینکه مانند بیشتر غلات و محصولات یکساله تنها یک فصل پیش از برداشت رشد کند، دو یا چند سال زنده و زادآور باقی می‌ماند. در حالی که بسیاری از محصولات میوه‌ای، آجیل و علوفه گیاهان چندساله با عمر طولانی هستند، تمام محصولات غلات اصلی که در حال حاضر در کشاورزی در مقیاس بزرگ مورد استفاده قرار می‌گیرند، گیاهان یکساله یا کوتاه‌مدت هستند که به صورت یکساله رشد می‌کنند. دانشمندان از چندین کشور استدلال کرده‌اند که نسخه‌های چندساله محصولات غلات امروزی می‌تواند توسعه یابد و این دانه‌های چندساله می‌تواند کشاورزی غلات را پایدارتر کند.